# منفصلون لكن متساوون

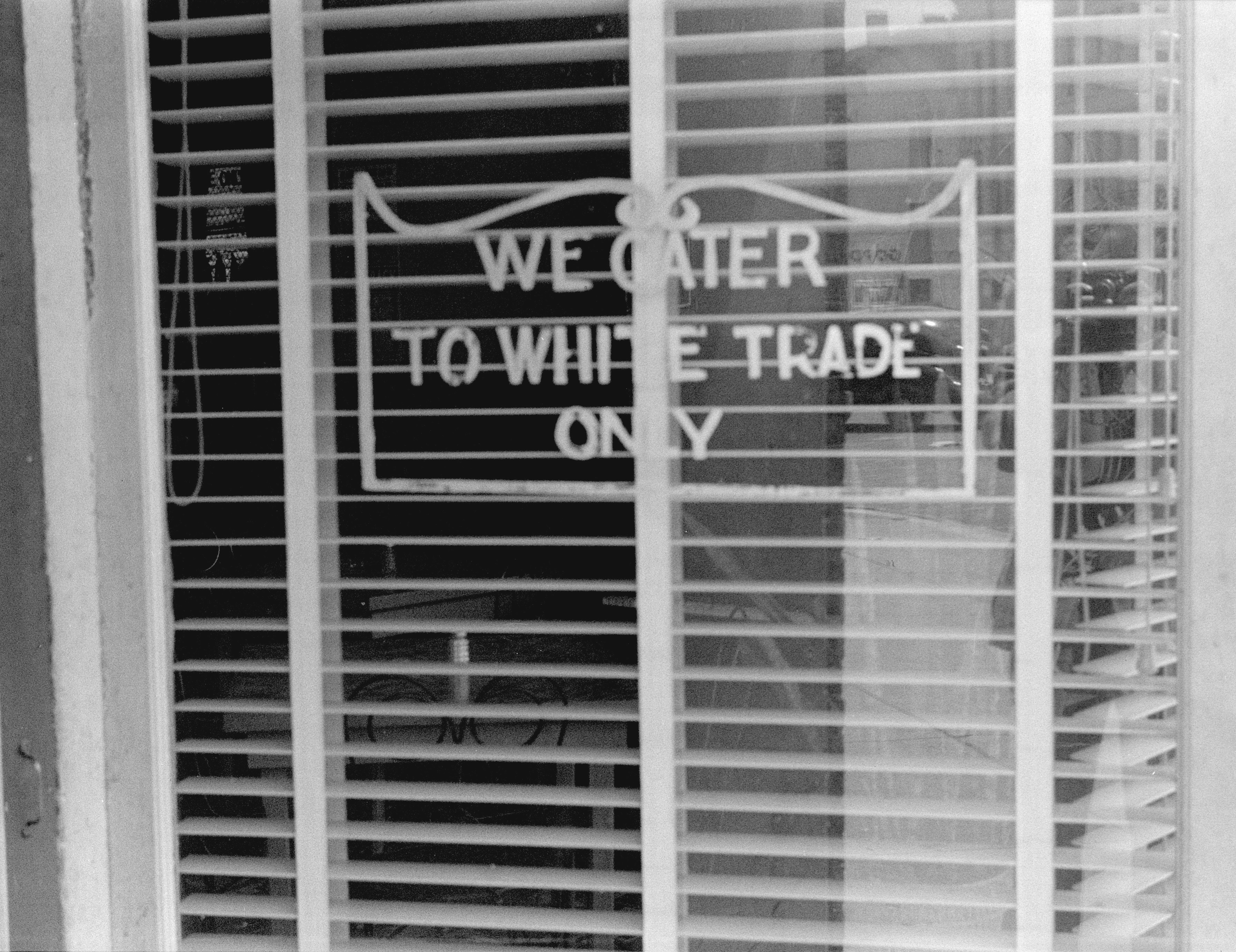

منفصلون لكن متساوون (بالإنجليزية: Separate but equal)‏ هو مبدأ قانوني في القانون الدستوري للولايات المتحدة يرى أن الفصل العرقي لا ينتهك التعديل الرابع عشر لدستور الولايات المتحدة، والذي تم اعتماده خلال عصر إعادة الإعمار والذي يضمن «مساواة الحماية» لجميع المواطنين بموجب القانون. بموجب هذا المبدأ، يمكن لحكومات الولايات والحكومات المحلية أن تفصل الخدمات والمرافق وأماكن الإقامة العامة والسكن والرعاية الطبية والتعليم والعمالة والنقل على أساس العرق، وهو ما كان مطبقا بالفعل في جميع أنحاء الكونفدرالية السابقة، على شرط المبدأ أن تكون الخدمات المقدمة لكل الأعراق متساوية. استمدت هذه العبارة من قانون ولاية لويزيانا لعام 1890، رغم أن القانون استخدم بالتحديد عبارة «متساوون ولكن منفصلون».
وقد تم تأكيد هذه العقيدة في قرار المحكمة العليا بليسي ضد فيرغسون عام 1896، والذي سمح بالفصل العرقي الذي ترعاه الولاية. ورغم أن قوانين الفصل (أو قوانين جيم كرو) كانت موجودة قبل هذه القضية، إلا أن القرار شجع إقرارها وتنفيذها، حيث بدأت هذه الفترة في عام 1876 وحلت محل قوانين السود التي قيدت الحقوق المدنية للسود وحرياتهم خلال عصر إعادة الإعمار. طبقت 18 ولاية قوانين الفصل.
من الناحية العملية، نادراً ما كانت الخدمات المنفصلة المقدمة للسود متساوية، بل كانت بعيدة عن المساواة أو لم تكن موجودة على الإطلاق. على سبيل المثال، ذكر تقرير عام 1934-36 للمشرف على التعليم العام في فلوريدا، أن قيمة "عقارات مدارس البيض" في الولاية بلغت 70,543,000 دولار، في حين بلغت قيمة عقارات مدارس السود 4,900,000 دولار. ويقول التقرير إنه "في عدد قليل من مقاطعات جنوب فلوريدا وفي معظم مقاطعات شمال فلوريدا، فإن العديد من مدارس الزنوج كانت تعقد فصولها في الكنائس والأكواخ والنزل وليس بها مراحيض أو إمدادات مياه أو مكاتب أو سبورات. تستغل المقاطعات هذه المدارس لتحصل على المال من الحكومة، ولكنها لا تستثمر إلا القليل فيها أو لا تستثمر شيئا. ”ولم يتوفر تعليم المدارس الثانوية للسود سوى في 28 مقاطعة فقط من أصل مقاطعات ولاية فلوريدا البالغ عددها 67 مقاطعة.
تم إلغاء هذا المبدأ من خلال سلسلة من قرارات المحكمة العليا، بدءا من براون ضد مجلس التعليم عام 1954. ومع ذلك، فإن عملية إلغاء قوانين الفصل كانت طويلة استمرت خلال الخمسينات والستينات والسبعينات، حيث ألغي أغلبها بتشريعات اتحادية (وخاصة قانون الحقوق المدنية لعام 1964) والعديد من القضايا.

## قراءات أخرى
- Roche، John P. (1951). "The Future of "Separate but Equal"". Phylon. ج. 12 ع. 3: 219–226. DOI:10.2307/271632. JSTOR:271632.

## وصلات خارجية
- A film clip A Study of Educational Inequalities in South Carolina is available for free download at the أرشيف الإنترنت
- Cornell Legal Information Institute